# سيرجيو غارسيا بلانكو
سيرجيو غارسيا بلانكو (بالإسبانية: Sergio García Blanco)‏ (27 ديسمبر 1996 في إسبانيا - ) هو لاعب كرة قدم إسباني في مركز الوسط. لعب مع نادي قرطبة وCórdoba CF B ‏.

## وصلات خارجية
- سيرجيو غارسيا بلانكو على موقع قاعدة بيانات كرة القدم.إي يو (الإنجليزية)
- سيرجيو غارسيا بلانكو على موقع Soccerway.com (الإنجليزية)
- سيرجيو غارسيا بلانكو على موقع AS.com (الإسبانية)